# Tikopia
Tikopia est une île isolée de 5 km2 situé dans la province de Temotu des Salomon, à l'est-sud-est des îles Santa Cruz. C’est un ancien volcan dont le lac Te Roto est le cratère. Son point le plus haut est le mont Reani avec 380 m au-dessus du niveau de la mer et sa longueur maximale est de 3 710 mètres. Bien qu'elle se situe en Mélanésie, elle est peuplée de Polynésiens qui parlent le tikopia.
Cette île compte 2 000 habitants, ce qui représente une densité de 400 habitants au km².

## Histoire

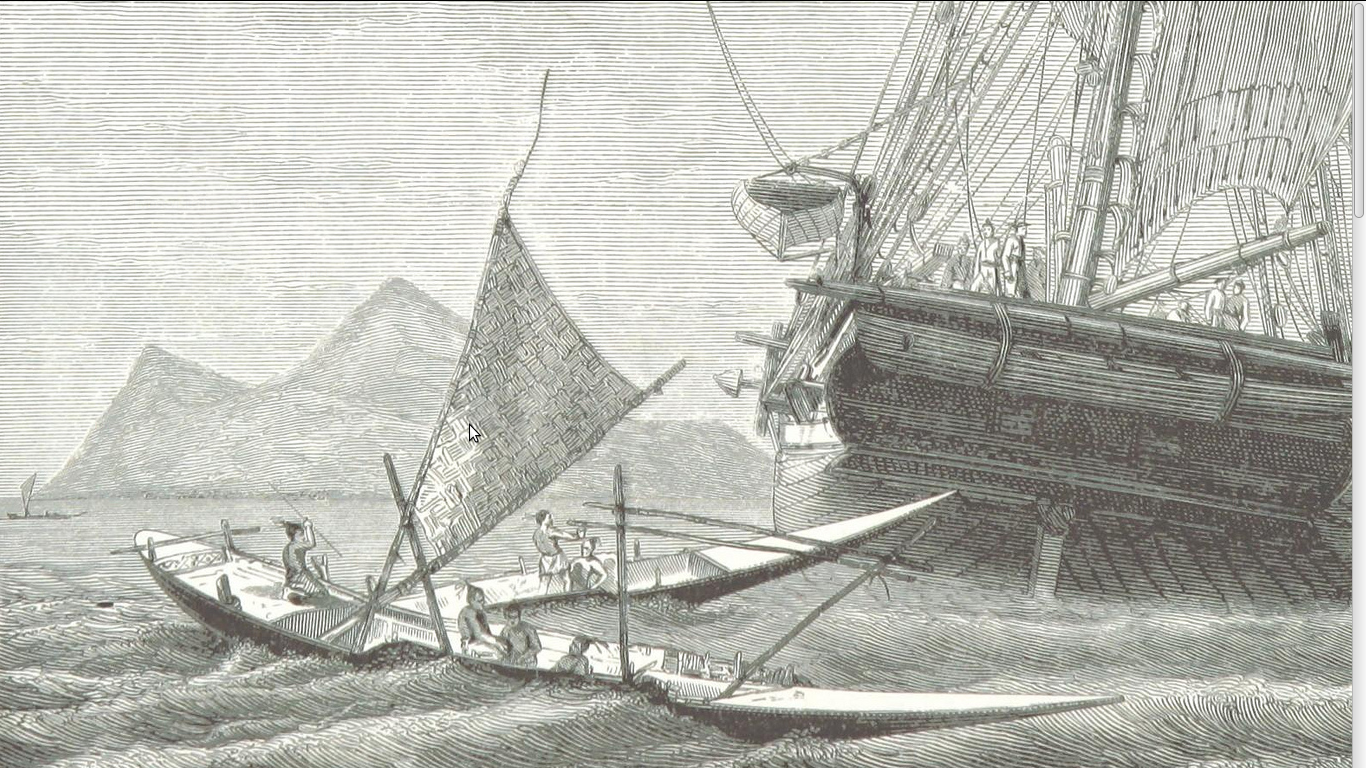
Arrivée de Dumont d'Urville à Ticopia le 21 février 1828.

L'île de Tikopia est habitée depuis plus de 3 000 ans. Elle a fait partie de la civilisation de Lapita et a été aperçue pour la première fois par des Européens au début du XVIIe siècle (1606). Jusqu'à il y a peu, elle était restée assez peu influencée par les modes de vie européens, du fait de son relatif isolement. En effet, l'île la plus proche, Anuta, est située à 130 kilomètres.
Elle a été décrite par Dumont d'Urville lors de son passage en février 1828 alors qu'il suivait une piste sur la disparition de l'expédition de La Pérouse fournie par le marchand Peter Dillon. Les premiers missionnaires chrétiens posèrent le pied sur Tikopia en 1857, et les premières conversions des habitants datent de 1900. En 1868, Jules Verne immortalise l'île dans son roman Vingt mille lieues sous les mers avec l'escale du capitaine Nemo.
Depuis 2013, une antenne téléphonique est implantée sur l'ile, et les modes de vie occidentaux concurrencent de plus en plus le mode de vie traditionnel.
En octobre 2018, le roi de l'île, Ti Namo, fait sa première visite dans le monde occidental afin de partager ses inquiétudes concernant le réchauffement climatique touchant son île. Il se rend à Grenoble où il présente son film documentaire Nous Tikopia avant une sortie nationale le 7 novembre et déclare notamment à la presse « Avant, nous subissions un cyclone tous les dix ans. Aujourd'hui c'est tous les deux ans ».

## Économie
Du fait de son isolement, il est très dangereux de partir pour un voyage en haute mer, en direction d'une île voisine. Le voyage en pirogue est très long, soumis aux aléas du climat, et les pirogues peu sûres. Pour ces raisons, les importations sont très limitées.
Il n'est pas envisageable d'importer des produits alimentaires en grande quantité, car il faut non seulement nourrir 2 000 personnes, mais aussi importer suffisamment de réserves pour supporter la saison sèche de mai à juin, et les éventuels cyclones tropicaux (environ vingt par décennie). Le transport de telles quantités est impossible étant donné le faible trafic maritime entre les îles.
La production alimentaire est facilitée sur Tikopia par une pluviosité importante et sa latitude géographique. C'est une zone de retombées volcaniques et l'île est exposée aux nuées de poussières asiatiques. Sont ainsi cultivés des arbres qui produisent des noix et des fruits comestibles. La partie plus basse de l'île est consacrée aux cultures de l'igname, de la banane, et du taro.
Les habitants de Tikopia vivent aussi de la chasse et de la pêche. Le canard, la pêche en mer et le ramassage de coquillages complètent l'alimentation des habitants de l'île. Deux autres façons de se nourrir assurent la subsistance de la population, et ce particulièrement en cas de cyclone (qui ravagent les fermes) : les surplus de l'arbre à pain, qui fermentent plusieurs années pour donner une pâte riche en féculents, et des aliments en général non consommés (car peu appréciés), mais comestibles tout de même.
Cette économie ne peut perdurer qu'à une seule condition : le maintien d'un nombre d'habitants stable. Avant l'arrivée des Européens, la régulation de la population ne pouvait se faire que de manière interne, en particulier par le contrôle des naissances (seules certaines femmes avaient le droit de garder leurs enfants, les autres étant obligées de les tuer à la naissance ou d'avorter). 1800 habitants semble être la limite maximum du nombre d'habitants pouvant être nourris sur l'île. Avec 2 000 habitants, il y a donc un problème de surpopulation.
Les chefs de tribu choisissent, à la majorité, ce qui peut venir de l'extérieur. Leur souci est de préserver les traditions. Par exemple, ils ont refusé l'introduction de l'argent dans les échanges internes, leur économie locale fonctionne sans argent. Bon nombre de jeunes sont étudiants à l'extérieur puis reviennent vivre dans l'île.
Depuis quelques années, des croisières de tourisme accostent sur l'île pendant quelques heures, deux fois par an environ. Ce tourisme permet aux habitants d'avoir de l'argent avec la vente de produits issus de l'artisanat, pour acheter des biens de consommation venant de l'extérieur.